# 宋治
宋治（1512年—？），字時雍，直隸鳳陽府臨淮縣軍籍，定遠縣人，明朝政治人物。

## 生平
嘉靖十九年（1540年）庚子科順天府鄉試第五十三名舉人。曾任内黄县学教谕。嘉靖二十年（1541年）聯捷辛丑科會試第一百六十八名，登第三甲第八十六名進士。授開封府推官，二十四年十二月选授南京湖广道試御史，二十六年三月實授，三十二年升任台州府知府，调嘉兴府。

## 家族
曾祖宋玘；祖父宋祥；父宋良。前母金氏；母徐氏。慈侍下。